# Charles-Louis de Kesling
Charles-Louis-Philippe de Kesling de Berg (ou Karl Ludwig Philipp von Kesling von Bergen, en allemand), baron Kesling von Bergen, né le 26 août 1763 à Saarwerden et décédé le 4 janvier 1843 à Munich, fut un grand-écuyer (oberstallmeister), conseiller impérial au Landtag (Reichstrathe), conseiller secret (Geheimerath) et chambellan royal (kammerer) du Royaume de Bavière dans la première moitié du dix-neuvième siècle. Il était aussi chevalier de l'ordre de Saint-Jean de Jérusalem au Grand-bailliage de Brandebourg.

## Biographie

### Homme de pouvoir
Le Baron de Kesling était réputé pour avoir les faveurs du Roi Maximilien et pour être particulièrement influent. De fait, sa position de grand-écuyer, qu'il occupa de 1799 à 1843, était le quatrième poste le plus important de la cour.  
Durant sa carrière il reçut un certain nombre de distinctions et honneurs divers tel que celui de citoyen d'honneur (Ehrenbürger) de la ville de Nuremberg (1823), grand-croix des ordres de Bavière (ordre de Saint-Hubert), de Saxe (ordre de la Couronne), de Hesse (ordre de Louis de Hesse), de Bade, d'Autriche, de Grèce, etc.  
Le 13 janvier 1806, il est présent lors du mariage du prince Eugène de Beauharnais et de la princesse Augusta Amélie de Bavière, fille de Maximilien Ier, qui doit allier la France et la Bavière. Il est d'ailleurs l'un des cinq bavarois, hors famille royale, à signer le contrat de mariage.
À la suite de ce mariage, l'héritier de la couronne de Bavière, Louis de Bavière, craint d'être contraint par Napoléon d'épouser l'une de ses parentes comme ce fut le cas pour sa sœur. Il prend donc les devants et organise son mariage avec Thérèse de Saxe-Hildburghausen. Pour la cérémonie de fiançailles, la Cour de Bavière envoie ainsi Charles-Louis de Kesling à Hildburghausen. Ils se marient le 12 octobre 1810.
Le 12 octobre 1809, le roi charge son grand-écuyer, le « comte de Kesling », d'aller à la rencontre de l'empereur Napoléon, lequel est alors en pleine campagne de Russie pour tenter d'agrandir son « Grand Empire ». En 1814 et 1815, il est membre de la délégation bavaroise au congrès de Vienne en qualité de "chambellan de la Cour, conseiller secret et grand-écuyer"
Entre 1819 et 1836, donc pendant 3 législatures, il est membre du Landtag, c'est-à-dire du parlement, du Royaume de Bavière en tant que conseiller impérial (chambre des conseillers impériaux). Il s'investit en particulier à la Chambre des recours entre 1819 et 1822, puis au Comité des recours en 1825, et entre 1825 et 1834 au Comité des impôts.
Il était aussi conseiller secret, c'est-à-dire membre du conseil secret chargé des affaires les plus importantes du Royaume, un poste à la fois extrêmement honorifique, mais aussi la marque d'une lourde responsabilité expliquant son rôle dans les mariages des princes et princesses de Bavière. Enfin, il était chambellan, une position importante de la Cour, tout comme celle de grand-écuyer, et qui lui garantissait au même titre un certain statut parmi la noblesse bavaroise.

### Spécialiste des chevaux

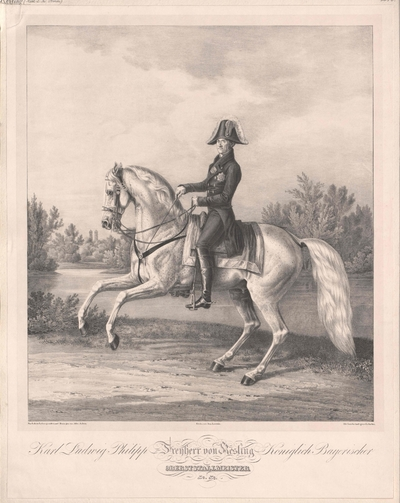
Baron de Kesling à cheval (1821), lithographie par Albrecht Adam.

Outre son rôle de grand-écuyer et maître des chevaux de la Couronne de Bavière, il avait aussi fonction de vétérinaire royal. Il était d'ailleurs chef de la Königlich Bayerischen Central-Veterinär-Schule (école vétérinaire royale bavaroise), poste qu'il occupa jusqu'à sa mort en 1843. Au fil des années, il mit ainsi sur pied une bibliothèque de 400 ouvrages spécialisés en sciences vétérinaires, en équitation, en dressage de chevaux, etc. 
Le Roi Maximilien ayant choisi d'installer l'écurie royale en sa propriété de Bergstetten, que la couronne avait acquise en 1816, c'est assez naturellement que le grand-écuyer choisit de s'y installer.
Dans son autobiographie Aus dem Leben eines Schlachtenmalers (De la vie d'un peintre de bataille), Albrecht Adam dira de lui : « Kesling, un très bon courtisan aux manières les plus aimables, fut le meilleur cavalier de son temps. Il s’était entraîné dans le grand art de l’équitation dans la bonne école de Versailles, où sa belle silhouette élancée, parfaitement construite pour un cavalier, lui était très utile. »

### Protecteur des arts

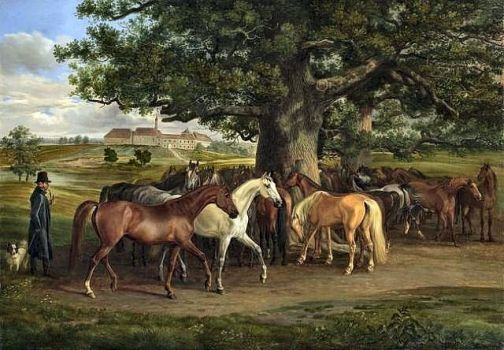
Baron de Kesling, Master of the Horse with Arab Stallions at the Bavarian Royal Stud (1819), peinture par Albrecht Adam.

Il existe plusieurs statues assez célèbres représentant le Baron de Kesling. Une est au vieux cimetière de Munich : « Ce noble homme bien éduqué avait reconnu le talent de Ludwig Schwwanthaler et lui avait ouvert la voie. Sa statue grandeur nature, réalisée selon le modèle de Halbig de Ferdinand von Miller, est située sous les arcades de l'ancien cimetière de l'église de Munich. » Il en existe aussi une seconde au château de Wildenberg.
Mais c'est surtout des peintres dont le Baron de Kesling fut le protecteur et le modèle. En 1819, il fit venir à la cour du Roi Maximilien Ier de Bavière, le peintre Albrecht Adam qui fit d'ailleurs de lui une gravure équestre et un tableau plus célèbre: Baron von Kesling, Master of the Horse with Arab Stallions at the Bavarian Royal Stud (1819). Dans ses mémoires Albrecht Adam raconte sa rencontre avec le Baron de Kesling et ses multiples visites à Bergstetten « Le Comte Froberg-Montjoye m'a présenté aux grand-écuyer, Baron von Kesling. Ce gentleman, l'un des plus hauts dignitaires de la cour, était l'un des hommes les plus influents, car il avait les faveurs du Roi qui avait une grande confiance en lui et le tenait en haute estime. […] Je connaissais déjà pas mal de choses sur les chevaux, ce qui lui plut et il ne fallut pas longtemps pour que j'aie sa permission de me rendre à l'écurie royale pour y étudier les chevaux. Je fus par la suite engagé pour peindre un certain nombre de ces animaux pour le Roi, peintures que le Roi offrit ensuite personnellement au grand-écuyer ». On note aussi plusieurs lithographies de Charles Louis Philippe de Kesling par le peintre Franz Seraph Hanfstaengl.

### Seigneur de Wildenberg

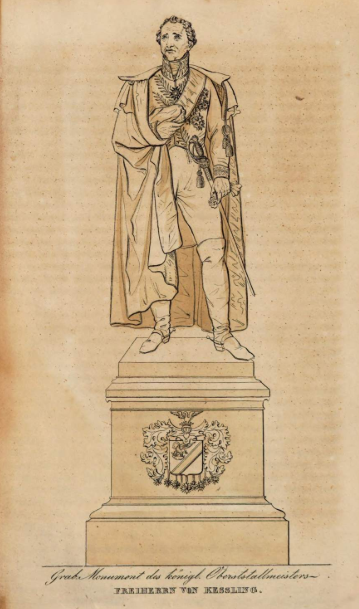

En 1812, Maximilien Ier de Bavière donna à Charles-Louis-Philippe de Kesling, alors Oberstallmeister (grand-écuyer), le château de Wildenberg (Basse-Bavière) qui était revenu au domaine royal en 1811, ainsi que la seigneurie de Wildenberg selon les modalités du Hofmark (de). 
Durant les dernières années de sa vie, il fit rénover et réaménager ce Schloss du XIIIe siècle, y ajoutant par exemple l'aile sud. 
Une statue fut ensuite érigée en 1844 dans la cour du château à la mémoire de Charles-Louis-Philippe de Kesling. Après sa mort, le château resta dans la famille jusqu'à la mort de Alix de Kesling en 1967, année où il rentra dans le patrimoine public.

### Inhumation et descendance
Il était issu d'une famille de Reichsfreiherr avec une tradition militaire. En effet, tous les barons de Kesling connus depuis Chrétien-Frédéric-Auguste, le premier dont on ait la trace au XVIe siècle, ont exercé des fonctions militaires dans les armées de Bavière, du Saint-Empire, d'Autriche et de France. Son père, Frédéric-Charles-Louis de Kesling fut capitaine de cavalerie au service de la France et chevalier de Saint-Louis avant la révolution. Il fut d'ailleurs incarcéré vers 1793, mais en sortira vivant. Sa mère était Christine-Caroline-Louise de Bettendorf.
Charles-Louis-Philippe de Kesling n'ayant pas d'enfant malgré son mariage en 1801 à Louise de Wangenheim ( - 1830), il dut adopter son jeune demi-frère, Louis-Charles. En effet, son frère Chrétien-Frédéric-François mourut en 1807 sans descendance, et son autre frère, Henri-Frédéric-René n'eut que des filles. À la mort de Philippe, Louis-Charles devint baron et donna une nombreuse descendance puisque ses trois fils eurent tous eux-mêmes des enfants. Ainsi, la famille de Kesling, aujourd'hui implantée en France, est subsistante.
Il est inhumé dans le caveau familial, au vieux cimetière sud de Munich.